# 323 a. C.
El año 323 a. C. fue un año del calendario romano prejuliano. En el Imperio romano se conocía como el Año del Consulado de Longo y Cerretano (o menos frecuentemente, año 431 Ab Urbe condita).

## Acontecimientos

### Imperio macedonio
- 10-13 de junio: Fallece en Babilonia, Alejandro Magno, diez días después de caer enfermo después de un prolongado banquete.
- Sin fecha exacta:
  - Alejandro muere en Babilonia a los 32 años, tras haber realizado la conquista más grande de la historia. Su inmenso imperio se desvanece en medio de las luchas por el poder entre sus sucesores.[1]
  - En virtud del acuerdo, Filipo III se convierte en rey, pero Pérdicas, como regente, se convierte en el gobernante efectivo del imperio de Alejandro. Pérdicas logra la partición de los territorios entre los anteriores generales y sátrapas de Alejandro que lo apoyan en su disputa con Meleagro.
  - La Partición de Babilonia establece la división de los territorios conquistados por Alejandro Magno entre sus generales. La partición es el resultado de un compromiso, esencialmente roto por Eumenes, después de un conflicto de opinión entre el partido de Meleagro, quien deseaba dar todo el poder a Filipo III (el hijo ilegítimo del rey Filipo II de Macedonia por Filina de Larisa), y el partido de Pérdicas, quien deseaba esperar al nacimiento del heredero de Alejandro y su esposa, Roxana (el futuro Alejandro IV) para darle el trono bajo el control de un regente.
  - Meleagro y alrededor de 300 de sus partidarios son asesinados por las fuerzas leales a Pérdicas. La primera esposa de Alejandro, Roxana, hace que maten a Estatira (también llamada Barsine), su segunda esposa.

### Grecia
- Varias ciudades septentrionales, incluyendo Atenas, se rebelan contra el regente macedonio Antípatro tras conocer de la muerte de Alejandro. Las acciones de Atenas son instigadas por los discursos del general ateniense Leóstenes y el orador ateniense Hipérides.
- Aristóteles, enfrentado por una fuerte reacción anti-macedonia, escapa de Atenas y se establece en Calcis.

### República Romana
- 5 de marzo (15 del calendario pre-juliano): inicia el consulado de Cayo Sulpicio Longo (por segunda vez) y Quinto Aulio Cerretano.[2]

## Nacimientos
- Alejandro IV de Macedonia, hijo de Alejandro Magno y Roxana (m. 309 a. C.).

## Fallecimientos
- 10 de junio: Diógenes de Sinope, filósofo griego (n. 412 a. C.).
- 10-13 de junio: Alejandro Magno, rey macedonio y destacado militar, político y conquistador.
- Clito el Negro, guerrero macedonio (n. 367 a. C.)
- Licurgo, orador ático (n. 396 a. C.)
- Meleagro, general macedonio.
- Parisátide, esposa de Alejandro Magno.
- Estatira (también llamada Barsine), esposa de Alejandro Magno.